# Zdobín
Zdobín település Csehországban, Trutnovi járásban. Zdobín Zábřezí-Řečice, Úhlejov, Rohoznice, Třebihošť és Trotina településekkel határos. Lakosainak száma 142 fő (2024. január 1.).

## Népesség
A település lakosságának változását az alábbi diagram mutatja:
| Lakosok száma | 312  | 302  | 261  | 169  | 135  | 97   | 117  | 123  | 134  | 142  |
|               | 1869 | 1890 | 1921 | 1950 | 1980 | 2001 | 2017 | 2019 | 2022 | 2024 |